# Chai Biao
Chai Biao (chinesisch 柴飚, * 10. Oktober 1990 in Yanfeng, Hunan) ist ein chinesischer Badmintonspieler.

## Karriere
Bei der Junioren-Badmintonasienmeisterschaft erntete Chai Biao erste Lorbeeren, als er 2007 Titelträger im Doppel mit Li Tian wurde. Ein Jahr später gewann er bei der Junioren-Weltmeisterschaft Gold im Mixed und im Team sowie Silber im Doppel. Durch den Finalsieg beim Thomas Cup 2010 wurde er Mannschaftsweltmeister. Chai Biao wurde jedoch nur in der Vorrunde eingesetzt. Im gleichen Jahr gewann er die German Open im Doppel mit Zhang Nan. Nach zwei relativ erfolgreichen Jahren an der Seite von Guo Zhendong, wurde ihm 2013 Liu Xiaolong als neuer Doppelpartner zugewiesen.

## Sportliche Erfolge
| Saison | Veranstaltung                | Disziplin    | Platz | Name                     |
| ------ | ---------------------------- | ------------ | ----- | ------------------------ |
| 2007   | Junioren-Weltmeisterschaft   | Team         | 1     | China                    |
| 2007   | Junioren-Weltmeisterschaft   | Herrendoppel | 2     | Chai Biao / Li Tian      |
| 2007   | Junioren-Asienmeisterschaft  | Herrendoppel | 1     | Chai Biao / Li Tian      |
| 2008   | Junioren-Weltmeisterschaft   | Team         | 1     | China                    |
| 2008   | Junioren-Weltmeisterschaft   | Mixed        | 1     | Chai Biao / Xie Jing     |
| 2008   | Junioren-Weltmeisterschaft   | Herrendoppel | 1     | Chai Biao / Qiu Zihan    |
| 2009   | Badminton-Asienmeisterschaft | Herrendoppel | 3     | Chai Biao / Liu Xiaolong |
| 2010   | Thomas Cup                   | Herrenteam   | 1     | China                    |
| 2010   | Malaysia Open                | Herrendoppel | 3     | Zhang Nan / Chai Biao    |
| 2010   | Korea Open                   | Herrendoppel | 3     | Zhang Nan / Chai Biao    |
| 2010   | German Open                  | Herrendoppel | 1     | Zhang Nan / Chai Biao    |